# Culeolus
Culeolus is een geslacht van zakpijpen (Ascidiacea) uit de familie van de Pyuridae en de orde Stolidobranchia.

## Soorten
- Culeolus annulatus Sluiter, 1904
- Culeolus anonymus Monniot F. & Monniot C., 1976
- Culeolus antarcticus Vinogradova, 1962
- Culeolus caudatus Monniot C. & Monniot F., 1991
- Culeolus easteeri Tokioka, 1967
- Culeolus easteri Tokioka, 1967
- Culeolus elegans Monniot C. & Monniot F., 1991
- Culeolus gigas Sluiter, 1904
- Culeolus herdmani Sluiter, 1904
- Culeolus hospitalis Monniot F. & Monniot C., 2003
- Culeolus likae Sanamyan & Sanamyan, 2002
- Culeolus longipedunculatus Vinogradova, 1970
- Culeolus moseleyi Herdman, 1881
- Culeolus murrayi Herdman, 1881
- Culeolus nadejdae Sanamyan, 1992
- Culeolus parvus Millar, 1970
- Culeolus pinguis Monniot C. & Monniot F., 1982
- Culeolus pyramidalis Ritter, 1907
- Culeolus quadrula Sluiter, 1904
- Culeolus recumbens Herdman, 1881
- Culeolus robustus Vinogradova, 1970
- Culeolus sluiteri Ritter, 1913
- Culeolus suhmi Herdman, 1881
- Culeolus tenuis Vinogradova, 1970
- Culeolus thysanotus Sluiter, 1904
- Culeolus wyville-thomsoni Herdman, 1881

Niet geaccepteerde soorten:
- Culeolus perlatus (Suhm, 1873) → Culeolus suhmi Herdman, 1881 (nomen nudum)

- Culeolus littoralis Kott, 1956 → Pyura littoralis (Kott, 1956)
- Culeolus perlucidus Herdman, 1881 → Fungulus perlucidus (Herdman, 1881)
- Culeolus tanneri Verrill, 1885 → Culeolus suhmi Herdman, 1881
- Culeolus uschakovi Redikorzev, 1941 → Culeolus suhmi Herdman, 1881